# Claude Berge
Pour les articles homonymes, voir Berge (homonymie).
Claude Berge, né le 5 juin 1926 à Paris et mort dans cette même ville le 30 juin 2002, est un mathématicien et artiste français.
Mathématicien, il contribue notamment au développement de la théorie des graphes et de l'analyse combinatoire, et crée la notion de graphe parfait. Artiste, il est membre fondateur de l'Oulipo, nouvelliste, sculpteur et collectionneur.

## Biographie
Claude Jacques Berge, né le 5 juin 1926, est le fils du psychanalyste et écrivain André Berge et l'arrière-petit-fils du président Félix Faure,. Il a deux enfants : Delphine Berge Chofflet et Vincent Berge.
Il suit ses études à l'École des Roches à Verneuil-sur-Avre, puis à la Faculté des sciences de Paris et devient docteur en sciences mathématiques.
Chercheur au Centre national de la recherche scientifique en 1952, il y devient directeur de recherches. Il enseigne comme professeur en 1956 à l'université de Princeton aux États-Unis, puis de 1957 à 1964 à l'Institut de statistique de l'université de Paris. À partir de 1965, il est directeur à Rome du Centre international de calcul. Il dirige pendant 25 ans le laboratoire combinatoire du CNRS. Il enseigne aussi en Inde, aux Philippines, à Pékin, à Bombay, au Canada.

### Mathématicien
Sur le plan mathématique, Claude Berge est un des créateurs de la théorie des graphes telle que nous la connaissons actuellement, notamment grâce à son livre Théorie des graphes et ses applications publié en 1958. Il introduit la notion de « graphes parfaits », et pose une conjecture qui ne sera démontrée que plus tard, et qui a donné lieu au théorème des graphes parfaits ou « Berge graphs ». Il est également l'auteur d'ouvrages majeurs en topologie et en analyse combinatoire, qui seront plus tard traduits en anglais et restent actuellement des références incontournables en ces matières. Son directeur de thèse était André Lichnérowicz.
En 1993 le prix Euler lui est décerné – conjointement avec le Professeur R. L. Graham – par l'Institute for Combinatorics.
Il est membre de la Société mathématique de France, de l'American Mathematics Society, de la société d'économétrie, de l'association française d'informatique et de recherche opérationnelle.

### Oulipien et artiste
Sur le plan artistique, Claude Berge est membre fondateur de l'Oulipo en 1960, et il a proposé de même l'OuLiPoPo (Ouvroir de Littérature Policière Potentielle). Il est l'auteur d'ouvrages littéraires, notamment des nouvelles ou romans policiers comme Qui a tué le duc de Densmore ? qu'il écrit, où tout est construit selon le fait que le coupable peut être déterminé de façon unique par un théorème algébrique du mathématicien Elias M. Hagos.
Il est aussi sculpteur et collectionneur d'arts, notamment d'art asmat de Nouvelle-Guinée. Enfin, il est l'inventeur de divers jeux de plateau, notamment une version du jeu de Hex.
Il meurt le 30 juin 2002 dans le 10e arrondissement de Paris.

## Écrits principaux

### Principaux écrits mathématiques
- Théorie générale de jeux à n personnes, 1957; trad. en russe, 1961.
- Théorie des graphes et ses applications, Paris, Dunod, 1958; trad. en anglais, russe, espagnol, roumain, chinois.
- Espaces topologiques, fonctions multivoques, 1959 ; trad. en anglais, 1963.
- Programmes, jeux et réseaux de transport, avec Gouila Houri, Paris, Dunod, 1962; trad. en anglais, espagnol, allemand, chinois.
- Graphes parfaits, 1963.
- Principes de Combinatoire, Paris, Dunod, 1968; traduction anglaise : Principles of Combinatorics, Academic Press, 1971  (ISBN 978-0124109780).
- Graphes et Hypergraphes, 1969 et 1970; trad. en anglais, en japonais.
- Hypergraphes. Combinatoires des ensembles finis, Paris, Gauthier-Villars, 1987; trad. en anglais.

La bibliographie mathématique de Claude Berge comporte environ 130 publications.

### Œuvre littéraire
- Sculptures Multipètres, présentées par Philippe Soupault, suivies des Lithographies aux pierres velues, par Noël Arnaud, Le Minotaure, 1962.
- Pour une analyse potentielle de la littérature combinatoire, in Oulipo,  La Littérature potentielle, Gallimard, 1973.
- La Reine Aztèque, La Bibliothèque Oulipienne, fascicule 22, 1983.
- Qui a tué le Duc de Densmore ?, La Bibliothèque Oulipienne, fascicule 67, 1994.
- Raymond Queneau et la combinatoire, La Bibliothèque Oulipienne, fascicule 89,1997.